# Lerato Chabangu
Lerato Chabangu (* 15. August 1985 in Tembisa) ist ein südafrikanischer Fußballspieler, der seit 2011 bei den Moroka Swallows spielt.

## Karriere
Der 1,78 Meter große Stürmer begann seine Karriere in der Jugend von Supersport United, ehe er im Jahr 2003 zum Tuks FC, der Fußballmannschaft der Universität Pretoria wechselte. In seiner ersten Saison, absolvierte er zwölf Ligaspiele und schoss dabei drei Tore. 20 Ligaspiele bestritt er in seinem zweiten und letzten Jahr für Pretoria und traf insgesamt neunmal ins Tor.
Nach diesen zwei Jahren an der Universität Pretoria wechselte er zu dem Erstligisten Mamelodi Sundowns, bei welchem er fünf Jahre lang unter Vertrag stand. In der Saison 2004/05 bestritt er sieben Ligaspiele und erzielte zwei Tore. 13 torlose Ligaspiele absolvierte er in der nächsten Saison 2005/06. In der darauffolgenden Saison 2006/07 kam er in 28 Ligaspielen zum Einsatz und beförderte den Ball sechs Mal ins Tor. 23 Ligaspiele bestritt er in der Saison 2007/08 und schoss während der Saison sechs Tore. In seinem letzten Jahr für die Mamelodi Sundowns absolvierte er zehn torlose Ligaspiele.
In der Winterpause der Saison 2008/09 wechselte er zum Ligakonkurrenten und seinem alten Jugendverein Supersport United, bei welchem er bis zum Saisonende unter Vertrag stand (9 Spiele/kein Tor). Die Saison 2009/10 verbrachte er nochmals bei seinem alten Klub Mamelodi Sundowns, wo er bis zum Ende der Saison allerdings nur zweimal zum Einsatz kam. Zur Rückrunde der Spielzeit 2010/11 wechselte Chabangu zu den Moroka Swallows, bei welchem er bis zum Saisonende sechs torlose Ligaspiele bestritt. In der Saison 2011/12 folgten 21 Ligaeinsätze, jedoch ohne Torerfolg. Jeweils fünf Tore schoss er in den Spielzeiten 2012/13 und 2013/14. In der ersten Saison absolvierte er 27 Ligaspiele und in der zweiten kam Chabangu 28-mal zum Einsatz. Spätestens seit der Saison 2012/13 ist Chabangu durch seine Leistungen aus der Startaufstellung nicht mehr wegzudenken.
Seit 2005 gehört er immer mal wieder dem Kader der südafrikanischen Fußballnationalmannschaft an und bestritt bisher 31 A-Länderspielen für sein Heimatland, in denen ihm zwei Tore gelangen.